# Narciso da Bolzano

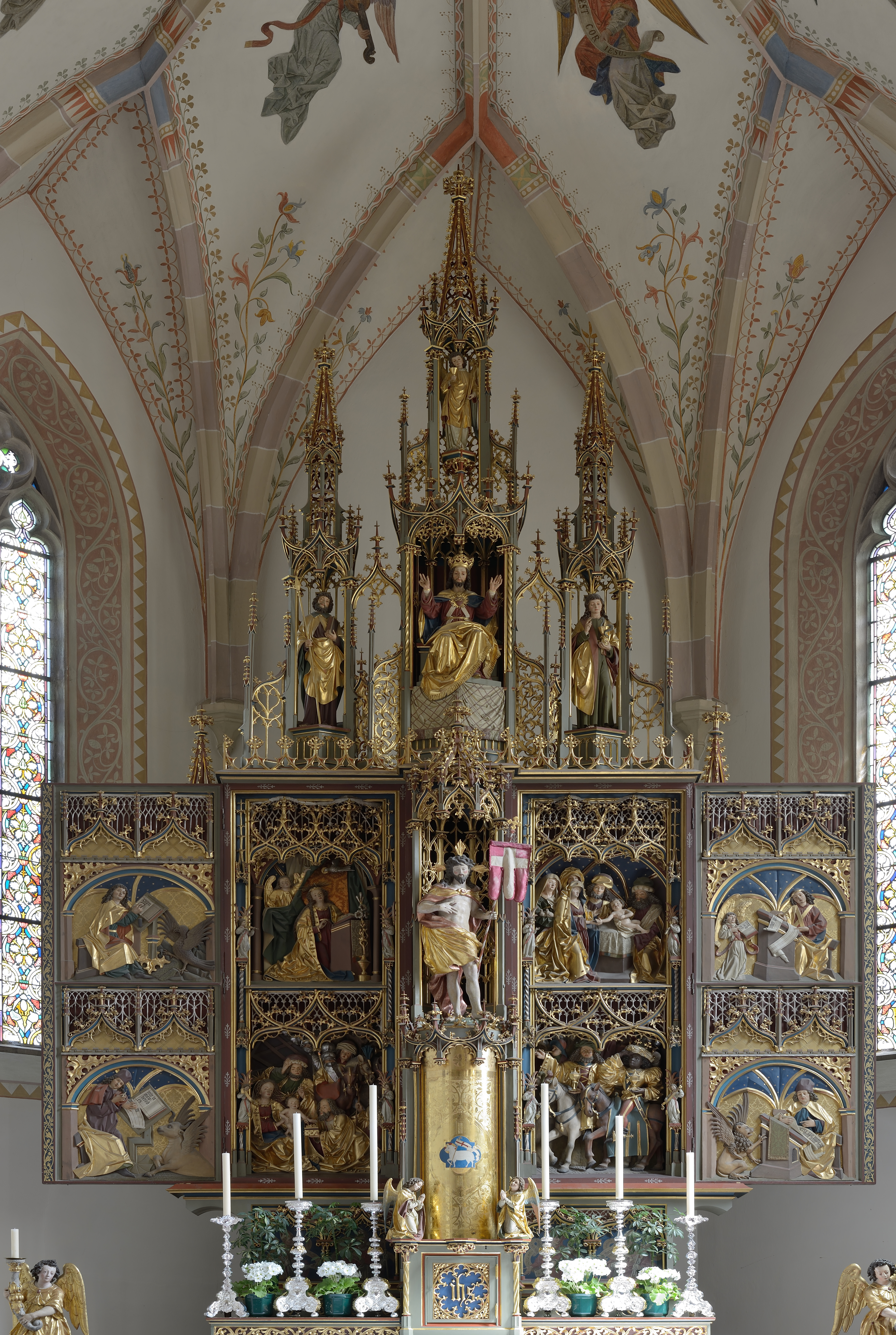
Altare nella chiesa di Fiè allo Sciliar/Völs am Schlern

Narciso da Bolzano, noto anche con lo pseudonimo di Meister Narziss (fl. XV-XVI secolo), è stato uno scultore italiano attivo a Bolzano dal 1474 al 1517.

## Biografia
La sua presenza viene segnalata a Bolzano a partire dal 1474, con l'apertura di una bottega di intaglio ligneo. Tra il 1486 e il 1487 viene incaricato del restauro dell'altare a portelle che Hans von Judenburg aveva intagliato verso il 1421 per l'altar maggiore del duomo di Bolzano. Tra il 1488 e il 1489 eseguì alcuni interventi, probabilmente di rifacimento, al paliotto e all'organo del duomo. Agli anni 1488-1489 risale la realizzazione del polittico per l'altare maggiore della chiesa parrocchiale dell'Assunta di Fiè allo Sciliar. La commissione di quest'opera è dovuta alla testarda volontà del preposto di Fiè che volle impiegare Narciso, andando contro il parere del vescovo di Bressanone, il quale voleva chiamare il proprio protetto, Hans Klocker. Al contrario il prevosto chiamò Narciso a Fiè già nel 1483-1484 per iniziarne la costruzione.